# Кожай
Кожай — річка у Республіці Тива, Росія. Впадає у річку Шагонар, належить до басейну Єнісею. Дожина водотоку 34 км, площа басейну 0 км².